# Sztülobatész

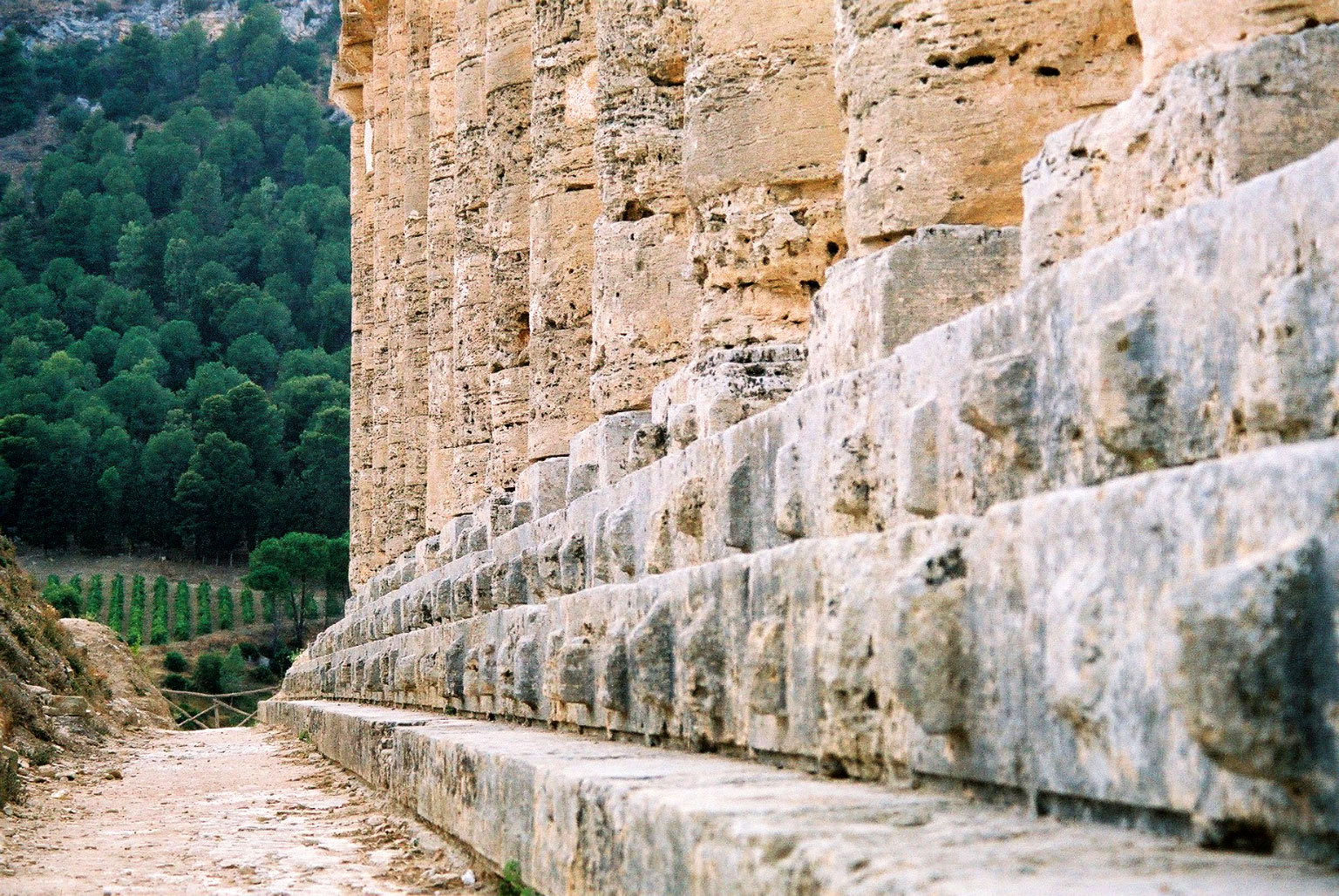
Három lépcsős krepidóma, sztülobatésszel legfelül a segestai dór templomban.

A sztülobatész az ókori görög templomok alépítményének, a krepidómának felső síkja, legfelső foka. Rajta állnak az oszlopok.